# Élections municipales de 1989 à Besançon
Pour un article plus général, voir Élections municipales de 1989 dans le Doubs.
Les élections municipales ont eu lieu les 12 et 19 mars 1989 à Besançon.

## Mode de scrutin
Le mode de scrutin à Besançon est celui des villes de plus de 3 500 habitants : la liste arrivée en tête obtient la moitié des 55 sièges du conseil municipal. Le reste est réparti à la proportionnelle entre toutes les listes ayant obtenu au moins 5 % des suffrages exprimés. Un deuxième tour est organisé si aucune liste n'atteint la majorité absolue et au moins 25 % des inscrits au premier tour. Seules les listes ayant obtenu aux moins 10 % des suffrages exprimés peuvent s'y présenter. Les listes ayant obtenu au moins 5 % des suffrages exprimés peuvent fusionner avec une liste présente au second tour.

## Candidats

### Résultats
- Maire sortant : Robert Schwint (PS)
- 55 sièges à pourvoir au conseil municipal (population légale 1982 : 113 283 habitants)

| Tête de liste            | Tête de liste         | Liste          | Premier tour | Premier tour | Second tour | Second tour | Sièges |  |
| Tête de liste            | Tête de liste         | Liste          | Voix         | %            | Voix        | %           | CM     |  |
| ------------------------ | --------------------- | -------------- | ------------ | ------------ | ----------- | ----------- | ------ |  |
|                          | Robert Schwint *      | PS             | 14 205       | 38,92        | 18 860      | 47,01       | 41     |  |
|                          | Raymond Tourrain      | RPR-UDF        | 11 574       | 31,71        | 15 649      | 39          | 11     |  |
|                          | Michèle Folschweiller | Les Verts      | 4 708        | 12,9         | 5 613       | 13,99       | 3      |  |
|                          | René Mars             | FN             | 3 553        | 9,73         |             |             |        |  |
|                          | André Vagneron        | EXG            | 1 634        | 4,48         |             |             |        |  |
|                          | Christian Pillot      | PCF            | 826          | 2,26         |             |             |        |  |
|                          |                       |                |              |              |             |             |        |  |
| Inscrits                 | Inscrits              | Inscrits       | 59 196       | 100,00       | 59 190      | 100,00      |        |  |
| Abstentions              | Abstentions           | Abstentions    | 21 926       | 37,04        | 18 356      | 31,01       |        |  |
| Votants                  | Votants               | Votants        | 37 270       | 62,96        | 40 834      | 68,99       |        |  |
| Blancs et nuls           | Blancs et nuls        | Blancs et nuls | 770          | 2,07         | 712         | 1,74        |        |  |
| Exprimés                 | Exprimés              | Exprimés       | 36 500       | 97,93        | 40 122      | 97,54       |        |  |
| * Liste du maire sortant |                       |                |              |              |             |             |        |  |

### Les élus
La majorité dispose de 41 élus.
L'opposition est composée de 14 élus (11 de la liste RPR-UDF, 3 des Verts).

### Les 55 élus du conseil municipal

#### Le maire
- Robert Schwint (PS)

#### Les 15 adjoints
- Marguerite Vieille-Marchiset - Coordination, Finances, Budget, Contrôle financier, Gestion du patrimoine
- Jean Ponçot - Urbanisme, Action Foncière, Développement Économique
- Jean-Louis Fousseret (PS) - Vie Associative, Vie des Quartiers, Tourisme
- Paulette Kunstler (PS) - Relations Extérieures, Agglomération, Région de Franche-Comté, Affaires Européennes, Jumelages
- Claude Jeannerot (PS) - Solidarité, Action Sociale
- Bernard Régnier - Voirie, Circulation
- Jean-Claude Tissot - Logement
- Bernard Lime - Culture
- Vincent Fuster - Sports
- Jacques Vuillemin - Enseignement, Œuvres Scolaires
- Raymond Jeanniard - Formation, Emploi des Jeunes, Prévention, Animation Socio-Culturelle, Développement Social des Quartiers
- Jean-Pierre Hirsch - Hygiène-Santé, Salubrité
- Jean-Philippe Gallat - Environnement
- Gérard Jussiaux - Transports, Stationnement, Police Municipale

#### Les deux conseillers municipaux délégués
- Marcellin Baretje - Relations Publiques, Bâtiments Communaux, Parc Automobile
- Pierre Rueff - Administration Générale, Réglementation, Occupation du Domaine Public, Taxis, Foires et Marchés, Abattoir, Informatique

#### Les conseillers municipaux
- André Nachin (Les Verts)
- Michèle Folschweiller (Les Verts)
- Denis Rousseaux (Les Verts)
- Jacques de Sury
- M. MILLE
- M. PINARD
- Mme MADER
- M. LAMBERT B.
- M. BAUDIER
- M. ANTONY
- M. MATHIEU
- M. MEUNIER
- M. LAGRANGE
- M. MAGNIN
- Danièle Tetu
- M. FERRÉOL
- M. PIERLOT (Alternative Rouge et Verte)
- M. LIEVREMONT
- Yves-Michel Dahoui
- Mme CHRISTELLE
- Mme CUENIN
- M. ANGUENOT
- M. RAGOT
- M. JACQUEMIN
- M. GRAPPIN
- M. TABOURNOT
- M. HUMBERT J.F.
- Jean Boichard
- Marie-Guite Dufay
- Mlle ZILLI (Alternative Rouge et Verte)
- Raymond Tourrain
- M. MOUROT
- M. MAILLARD
- Mme DUVERGET
- Claude Salomon
- M. BAS
- Michel Vialatte
- Martine Bultot (Alternative Rouge et Verte)